# Henning Bucht
Henning Bucht, född 26 februari 1858 i Karl Gustavs socken i Norrbottens län, död 6 januari 1919 i Haparanda i samma län, var en svensk präst och tidningsredaktör.
Henning Bucht var son till kyrkoherden Henrik Bucht och Isabella Hackzell samt bror till Wilhelm Bucht. Efter läroverksstudier i Haparanda och mogenhetsexamen i Gävle blev han 1887 student vid Uppsala universitet. Han prästvigdes redan i november samma år för tjänst i Härnösands stifts finsktalande församlingar och fick missiv till Pajala församling och Nedertorneå församling. Bucht var fängelsepredikant i Haparanda 1890–1892 och från 1903 samt hade samma tjänst i Pajala från 1892. Vidare var han lasarettspredikant 1890–1892 och åter från 1893. År 1892 utnämndes han till komminister i Nedertorneå församling med tillträde 1893.
Bucht var publicistiskt verksam då han efter Theodor Grape blev redaktör för Haparandabladet, som under hans tid blev ett viktigt organ i hela Tornedalen. År 1923 utkom postumt hans bok Där svenskt och finskt mötas, som därefter publicerats i ytterligare två utgåvor, senast 1987. Bucht hade också estetiska intressen och målade gärna.